# 2018年亚洲公路自行车锦标赛
2018年亚洲公路自行车锦标赛是第38届亚洲公路自行车锦标赛，于2018年2月8日至12日在缅甸内比都进行。这是缅甸首次主办亚洲公路自行车锦标赛，共有来自约25个国家和地区的约400名运动员参加精英组、23岁以下组、青年组和残疾组的比赛。其中精英组共设五个项目。

## 奖牌得主

### 男子
| 项目       | 金牌                                                                   | 银牌 | 铜牌                                                       |
| 公路赛     | Yousif Mirza · 阿拉伯联合酋长国（UAE）                                 | 別府史之 · 日本（JPN）                                                                                                 | Mehdi Sohrabi · 伊朗（IRI）                                |
| 个人计时赛 | 張敬樂 · 中國香港（HKG）                                               | 崔亨敏 · 韩国（KOR）                                                                                                   | Arvin Moazzami · 伊朗（IRI）                               |
| 团体计时赛 | 日本 · 新城幸也 · 別府史之 · 小野寺玲 · 山本大喜 · 松田祥位 · 畑中勇介 | 伊朗 · Arvin Moazzami · Samad Pourseyedi · Behnam Arian · Mehdi Sohrabi · Mohammad Rajabloo · Mohammad Esmaeil Chaichi | 香港 · 張敬樂 · 馮嘉豪 · 高肇蔚 · 何柏爾 · 繆正賢 · 梁峻榮 |

### 女子
| 项目       | 金牌                 | 银牌                     | 铜牌                     |
| 公路赛     | 阮氏实 · 越南（VIE） | 黃亭茵 · 中華臺北（TPE） | 張瑤 · 中華臺北（TPE）   |
| 个人计时赛 | 李珠美 · 韩国（KOR） | 黃亭茵 · 中華臺北（TPE） | 唐见实世子 · 日本（JPN） |

## 奖牌榜
| 排名                     | 国家 / 地区              | 金牌 | 銀牌 | 銅牌 | 总计 |
| ------------------------ | ------------------------ | ---- | ---- | ---- | ---- |
| 1                        | 日本（JPN）              | 1    | 1    | 1    | 3    |
| 2                        | （KOR）                  | 1    | 1    | 0    | 2    |
| 3                        | 中國香港（HKG）          | 1    | 0    | 1    | 2    |
| 4                        | 阿联酋（UAE）            | 1    | 0    | 0    | 1    |
| 4                        | 越南（VIE）              | 1    | 0    | 0    | 1    |
| 6                        | 中華臺北（TPE）          | 0    | 2    | 1    | 3    |
| 7                        | 伊朗（IRI）              | 0    | 1    | 2    | 3    |
| 总计（共7个国家 / 地区） | 总计（共7个国家 / 地区） | 5    | 5    | 5    | 15   |